# Francesco di Maria

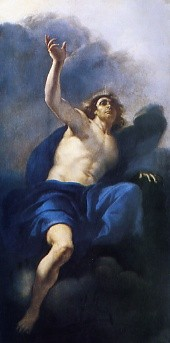
El Salvador, Museo del Monte di Pietà, Nápoles.

Francesco di Maria (Nápoles, 1623-1690) fue un pintor barroco italiano.

## Biografía
Nacido en Nápoles hacia 1623, entró como aprendiz en el taller del Domenichino durante la estancia napolitana del pintor  emiliano, entre 1630 y 1640. El estilo clasicista del maestro lo influenció fuertemente durante toda su etapa juvenil. Establecido algún tiempo en Roma, donde figura entre los miembros de la Academia de San Lucas, entró en contacto con el gusto del pleno barroco dominante en la ciudad y conoció las obras de Pietro da Cortona y de Andrea Sacchi, dejándose influenciar por Nicolas Poussin.
Es célebre su disputa con Luca Giordano, recogida en varios relatos histórico-artísticos, como el del Abate Lanzi, pero sobre todo en la Storia de' pittori, scultori e architetti napoletani de Dominici (1742).
Convertido en académico de San Lucas y maestro de dibujo, mostró su desagrado por la preferencia giordanesca de privilegiar el color sobre el dibujo, entrando en una disputa académica que enfrentó a los defensores de su posición, con el apoyo de Andrea Vaccaro con quien fundó una Accademia de desnudo, y los seguidores de Giordano que aumentaban en número y no respetaban las reglas del clasicismo fijadas por Domenichino, quien todavía era un faro para Di Maria. El propio Francesco Solimena, su alumno más prestigioso, le dejó para acceder al taller de Pietro y Giacomo del Po, seguidores de Giordano y, según Francesco Di Maria, de su:

... scuola ereticale, che faceva traviare dal dritto sentiero, con la dannata libertà di coscienza... (escuela heretical, que llevaba a abandonar el camino recto, con la dañada libertad de conciencia)

A lo que respondió Luca Giordano con una rima calificando a Di Maria y sus secuaces de «...Ebrei ostinati, fissi nei rancidumi di loro legge» (Hebreos obstinados, anclados en la raciendad de su ley).

Regresado a Nápoles recibió importantes encargos para los palacios e iglesias napolitanas, donde se encuentra buena parte de su obra.

Entre sus alumnos, además de Solimena, se recuerda aún a Paolo de Matteis. 